# Anton Beleš
Anton Beleš (26. ledna 1920 – 30. ledna 1992) byl slovenský fotbalový útočník a reprezentant.

## Hráčská kariéra
Za války nastupoval ve slovenské lize za ŠOHG Šimonovany a OAP Bratislava.

### Reprezentace
Jednou reprezentoval Slovensko, aniž by skóroval. Toto utkání se hrálo 22. listopadu 1942 v Bratislavě a domácí v něm prohráli s Německem 2:5 (poločas 0:1).